# 8735 Йошіосакаі
8735 Йошіосакаі (8735 Yoshiosakai) — астероїд головного поясу, відкритий 2 січня 1997 року.
Тіссеранів параметр щодо Юпітера — 3,159.